# Standardwert
Standardwert (englisch blue chip, large cap) ist im Aktienhandel und in der Börsensprache die Bezeichnung für Aktien von Großunternehmen, die aufgrund ihres Handelsvolumens oder ihrer Marktkapitalisierung zu den bevorzugten Handelsobjekten gehören. Gegensatz ist der Nebenwert.
„Blue chips“ sind Aktien von substanz- und ertragsstarken Großunternehmen mit einer besonders hohen Börsenkapitalisierung und einer entsprechenden Markttiefe. Die auch im deutschsprachigen Raum übliche Bezeichnung „blue chip“ wird in den USA bereits seit 1904 verwendet und ist übernommen worden von den „blauen Chips“, die im Poker die höchste Trumpfkarte bei einem dreifarbigen Pokersatz sind. Im Hinblick auf die Marktentwicklung folgen den Standardwerten die Wachstumswerte (englisch growth stocks), Nebenwerte (englisch secondary issues) und Pennystocks (letztere mit einem Kurswert von unter einer Geldeinheit [also < 1 Euro]).
Standardwerte zeichnen sich im Regelfall durch hohe Bonität, Ertragskraft und Substanzwerte aus. Volatilitäten der Börsenkurse sind normalerweise geringer als bei Nebenwerten. Da die meisten Unternehmen mit nur einer Aktienart gelistet sind, überträgt man üblicherweise das Attribut „Standardwert“ oder „Blue chip“ von der Aktie auch auf das emittierende Unternehmen.

## Transaktionen
Die Marktliquidität und damit auch die Marktbreite sind wegen des Bekanntheitsgrades der – oft auch multinational agierenden – Großunternehmen sehr hoch, sie verzeichnen an jedem Handelstag hohe Börsenumsätze. Das liegt auch daran, dass ein hoher Streubesitz ein umfangreiches Aktienangebot gewährleistet. Der Anleger darf bei einem Standardwert davon ausgehen, dass seine Limitorder – bei gleicher Größe und Limitierung – mit einer sehr hohen Wahrscheinlichkeit ausgeführt wird. Deshalb wird der Anleger jederzeit von der Erfüllung seiner Wertpapierorders ausgehen können. Sollten unerwartete Engpässe auftreten, treten Market-Maker (meist Kreditinstitute) auf, um Kurspflege zu betreiben und Überbestände bei Verkäufen oder Angebotslücken bei Käufen auszugleichen.

## Einteilung
Allgemein werden weltweit die börsennotierten Unternehmen in Größenklassen unterteilt, wobei die Betriebsgröße meist anhand der Umsatzerlöse gemessen wird.
| Kriterium                          | Small Cap    | Mid Cap               | Large Cap     |
| ---------------------------------- | ------------ | --------------------- | ------------- |
| Größenklassen                      | ≤ € 100 Mio. | € 100 Mio. - € 2 Mrd. | > € 2 Mrd.    |
| Anzahl der Unternehmen             | 520          | 175                   | 44            |
| Marktkapitalisierung (allgemein)   | € 11,32 Mrd. | € 87,45 Mrd.          | € 581,63 Mrd. |
| Marktkapitalisierung (Streubesitz) | € 5,01 Mrd.  | € 36,42 Mrd.          | € 347,61 Mrd. |

In Deutschland überwogen im März 2009 demnach bei der Anzahl die Small Caps mit 520 Unternehmen, bei der Marktkapitalisierung lagen die Standardwerte vorne. Lediglich 5 % aller börsennotierten Unternehmen in Deutschland sind Standardwerte.
Diese Größenklassen werden international den Börsensegmenten zugeordnet, so beispielsweise in Deutschland die Standardwerte im DAX und teilweise im TecDAX.

## International
Die international bekannten Aktienindizes wie CAC 40, Dow Jones Industrial Average, EURO STOXX 50, Nikkei 225 oder Swiss Market Index basieren auf Standardwerten. International wie national gibt es keine einheitlichen Größenklassen, die Standardwerte von Nebenwerten abgrenzen.

## Auswahl bekannter Standardwerte
Im Folgenden sind einige Beispiele von Standardwerten aufgezählt:
- Deutschland: Allianz, BASF, Bayer, Beiersdorf, BMW, Daimler, Deutsche Bank, Deutsche Lufthansa AG, Deutsche Post AG, Deutsche Telekom, SAP, Siemens oder Volkswagen;
- Schweiz: Nestlé, Zurich, Swisscom, Geberit, Roche, Lonza, Novartis oder UBS;
- Österreich: OMV, Telekom Austria oder Voestalpine;
- Frankreich: Air Liquide, Danone, Engie, L’Oréal, Citroën/Peugeot (Stellantis) oder Total;
- Vereinigtes Königreich: Astra Zeneca, BP oder GlaxoSmithKline;
- Niederlande: ABN AMRO, AkzoNobel, Unilever;
- Vereinigte Staaten: American Express, Bank of America, Cisco Systems, Coca-Cola, ExxonMobil, IBM, Kraft Heinz, McDonald’s, Procter & Gamble oder United Airlines;
- Volksrepublik China: Bank of China (BOC), China Construction Bank, China Life Insurance, China Merchants Holdings International, China Mobile, China Petroleum, China Telecom, ICBC/Industrial and Commercial Bank of China oder PetroChina.

## Wirtschaftliche Aspekte
Die Aktienarten können nach ihrer Börsenkapitalisierung und Marktliquidität wie folgt eingeordnet werden: 
| Börsenbezeichnung | Handelsvolumen                     | Marktliquidität    |
| ----------------- | ---------------------------------- | ------------------ |
| Standardwert      | hohe Börsenkapitalisierung         | hohe Marktbreite   |
| Wachstumswert     | mittlere Börsenkapitalisierung     | geringe Markttiefe |
| Nebenwert         | geringe Börsenkapitalisierung      | Marktenge          |
| Pennystock        | sehr geringe Börsenkapitalisierung | hohe Marktenge     |

Die Zusammenfassung der gehandelten Standardwerte an verschiedenen Börsen in einem gemeinsamen Börsensegment und damit in einem Orderbuch erfordert eine Standardisierung der Zulassungskriterien für Standardwerte.
Das Kurs-Gewinn-Verhältnis ist bei Standardwerten tendenziell niedriger als bei Wachstumswerten. Untersuchungen auf der Grundlage des MSCI-World-Aktienindex zwischen 1975 und 2013 haben ergeben, dass die Aktienrendite (in jeweiliger Inlandswährung) für Standardwerte bei 10,7 % lag, für Wachstumswerte dagegen lediglich bei 8,6 %.